# Wim Ruska
Willem Ruska, noto come Wim Ruska (Amsterdam, 29 agosto 1940 – Hoorn, 14 febbraio 2015), è stato un judoka e wrestler olandese.

## Biografia
È l'unico judoka ad aver vinto due medaglie d'oro nella stessa edizione dei Giochi olimpici, essendosi aggiudicato il titolo a Monaco di Baviera 1972 sia nella categoria oltre 93 kg che nella categoria open. Ha inoltre vinto due titoli mondiali, entrambi nella categoria oltre 93 kg, e sette titoli europei.
Dal 1976 al 1980 è inoltre stato un wrestler professionista nella New Japan Pro-Wrestling e nella WWE.
Colpito da emorragia cerebrale nel 2001, a seguito della quale aveva subito una parziale paralisi, è scomparso nel 2015 all'età di 74 anni.